# 골든로즈호 침몰 사고
골든로즈호 침몰 사고는 2007년 5월 12일 중국 다롄 항을 출발하여 충청남도 당진 항으로 향하던 대한민국의 제주선적 화물선 골든로즈호가 중국의 화물선과 충돌 후 침몰, 탑승자 전원이 사망한 사고이다.

## 사건 발생 및 경과
2007년 5월 11일 한국인 7명과 미얀마인을 포함한 9명 등 총 16명이 승선, 약 5,900톤의 코일을 싣고 중국 다롄 항을 출발한 부광해운 소속의 골든로즈호는 다음날인 12일 4시경(현지 시간은 3시경), 중국 옌타이 항을 떠나 다롄 항을 향하던 중국 선적 4,800여 톤급 컨테이너선 진생호(金盛號)와 다롄 남동쪽 해상에서 충돌하였다. 당시의 가시거리는 안개가 껴 10m 정도였다. 골든로즈호는 13일 당진 항에 도착할 예정이었다.

## 구조 및 수색
대한민국 언론으로 보도된 중국 관영 신화통신의 기사에 의하면, 옌타이 해사국이 5월 12일 11시 40분경 루펑사로부터 사고를 보고받았다. 사고 내용은 산둥성 해사국을 거쳐 산동성 해양수사센터로 보고되었다. 해양수사센터에서는 구조대원을 보내어 15시 15분경에는 헬리콥터를 동원한 수색을 벌였다. 수색에는 헬리콥터 2대, 항공기 2대와 구조선 2척을 포함한 19척의 선박이 동원되었으며, 그 결과 골든로즈호 소속의 구명보트 2개와 선박의 잔해를 발견하고, 사고 선박이 이미 침몰한 것으로 추정하였다.
보도에 의하면, 부광해운은 11시 50분경 중국측 선박사로부터 사고 사실을 통보받았고, 2시간여 후인 14시 10분경에 이를 대한민국 해양경찰청에 알린 후 중국 구조본부에 사고 확인과 수색구조를 요청하였다. 해양경찰청은 3시간여 후인 15시 30분경 대한민국 함정의 투입 의사를 밝혔고, 중국측은 이를 거부하였다. 해양경찰청은 19시 30분경에 구명보트 확인 등의 수색 상황을 통보받았다.
대한민국 정부는 13일 1시 20분경 재외동포영사국장을 단장으로 하여 대책본부를 발족하였다.

## 논란
대한민국 정부의 늦은 대응과 대한민국과 중화인민공화국 양국간의 문제, 사건 당시 충돌한 선박의 사후 조치 등 여러 사항들이 논란이 되었다. 대한민국 내부에서는 정부의 위기대응 체계에 대한 재점검의 필요성이 제기되기도 하였다.

### 대한민국 정부의 대응
보도에 의하면, 대한민국 해양경찰청은 5월 12일 14시에 사고를 파악하였고, 그로부터 8시간여 후인 20시 11분에 사고 내용을 청와대, 총리실, 외교통상부, 국정원, 해양수산부, 해군을 포함한 각 부처에 팩시밀리를 보내어 알렸다. 이 또한 응답이나 후속 조치는 없었고, 사고 내용이 9시 뉴스를 통해 보도되고 사고 발생 20시간여 만인 13일 0시 50분이 되어서야 외교통상부 당직자가 그 내용을 확인하였다. 사고대책본부가 마련된 것은 사고 발생 21시간여 후였다.

### 대한민국과 중국의 문제
중국 정부가 공식적인 경로로 대한민국 정부에 사고를 통보한 것은 사고가 발생한지 19시간여가 지난 12일 23시 50분으로, 외교적 통로에 문제가 있음이 지적되었다.

### 사후 조치 문제
충돌한 중국 국적의 진성호는 사고 후 아무런 조치 없이 현장을 떠났고, 사고 발생 7시간 후에 사고 사실을 옌타이시 해사국에 보고한 것으로 보도되어 '뺑소니'의 논란이 일었다. 진성호 선원들은 '충돌 사실을 알지 못했고, 항구에 도착한 후에야 뱃머리가 파손된 것을 알았다'고 주장한 것으로 알려졌다.